# Медвен
Медвен (болг. Медвен) — село в Болгарии. Находится в Сливенской области, входит в общину Котел. Население составляет 233 человека.

## Политическая ситуация
В местном кметстве Медвен, в состав которого входит Медвен, должность кмета (старосты) исполняет Ваня Георгиева Джелебова (независимый) по результатам выборов правления кметства.
Кмет (мэр) общины Котел — Христо Русев Киров (коалиция партий: национальное движение «Симеон Второй» (НДСВ) и движение «За права и свободы» (ДПС)) по результатам выборов в правление общины.